# 안데르스 프리스크
안데르스 프리스크(Anders Frisk, 1963년 2월 18일 ~ )는 2005년에 은퇴한 스웨덴의 옛 축구 심판으로, 보험중개인을 겸하고 있다.
그는 1978년에 축구 심판으로 활동하기 시작했으며 1989년에 스웨덴 얼스벤스컨 주심으로 활동하기 시작했다. 이후 1991년에 국제 축구 연맹으로부터 국제 심판 자격을 취득했으며 같은 해 7월 17일에 열린 아이슬란드와 터키의 경기에서 처음으로 국제 심판으로 활동하였다.
한편 그는 2004년 9월 15일 로마 올림피코 경기장에서 열린 AS 로마와 디나모 키예프의 UEFA 챔피언스리그 2004-05 조별 예선 경기 하프 타임 때 관중들이 던진 물건에 맞아 피를 흘리는 불상사를 당했는데, UEFA는 디나모 키예프의 3-0 몰수승을 선언함과 동시에 AS 로마에게 홈 경기로 치러지는 조별 예선 두 경기를 관중 없이 치르는 징계를 내렸다.
그는 2005년 2월 23일에 열린 첼시와 바르셀로나의 UEFA 챔피언스리그 2004-05 16강 1차전 경기에서 첼시가 바르셀로나에 1-2로 패한 이후 일부 첼시 팬들이 디디에 드로그바 선수의 퇴장과 하프 타임 때 프랑크 레이카르트 바르셀로나 감독과 가진 면담 등을 이유로 그에게 살해 위협을 가하자 2005년 3월 12일에 축구 심판 은퇴를 선언했다.

## 주요 활동 경력
- UEFA 유로 1996: 러시아와 체코의 조별 예선 경기
- 1999년 FIFA 컨페더레이션스컵: 볼리비아와 이집트, 브라질과 미국의 조별 예선 두 경기, 멕시코와 브라질의 결승전 경기
- UEFA 유로 2000: 포르투갈과 잉글랜드, 프랑스와 네덜란드의 조별 예선 두 경기, 프랑스와 이탈리아의 결승전 경기
- 2002년 FIFA 월드컵: 브라질과 중화인민공화국의 조별 예선 경기, 스페인과 아일랜드의 16강전 경기
- UEFA 챔피언스리그 2003-04: 셀타 비고와 아스널의 16강 1차전 경기, 올랭피크 리옹과 포르투의 8강 2차전 경기, 첼시와 AS 모나코의 준결승 2차전 경기
- UEFA 유로 2004: 스페인과 포르투갈의 조별 예선 경기, 프랑스와 그리스의 8강전 경기, 포르투갈과 네덜란드의 준결승전 경기
- UEFA 챔피언스리그 2004-05: AS 로마와 디나모 키예프의 조별 예선 경기, 바르셀로나와 첼시의 16강 1차전 경기